# Hans Schlemmer (Pädagoge)
Hans Schlemmer (* 1. März 1885; † Februar 1958) war ein deutscher Lehrer, Autor, Religionspädagoge und Hochschullehrer.

## Leben
Vor und nach dem Ersten Weltkrieg war Schlemmer als Studienrat in verschiedenen Berliner Schulen tätig. Später war er Oberstudiendirektor für Religion in Frankfurt (Oder) und nebenberuflich Dozent für Pädagogik und Psychologie. In den 1920er Jahren veröffentlichte er eine Reihe wichtiger pädagogischer Monographien.
In seinen über 30 Schriften vertrat er ein liberal-neukantianisches Religionsverständnis und war besonders von Friedrich Schleiermacher und Paul Natorp beeinflusst.
Nach Ende des Zweiten Weltkriegs war Schlemmer von 1946 bis 1948 als Regierungsdirektor für die Neulehrerausbildung im Land Brandenburg verantwortlich, anschließend lehrte er als Professor der Pädagogik an der Humboldt-Universität zu Berlin und an der Pädagogischen Hochschule Potsdam. 1957 wurde ihm der Vaterländische Verdienstorden in Bronze verliehen. Er war langjähriger Vorsitzender des Bezirksfriedensrates in Potsdam.